# Max Petitpierre
Max Petitpierre (ur. 26 lutego 1899 w Neuchâtel, zm. 25 marca 1994 tamże) – szwajcarski polityk i dyplomata, członek Rady Związkowej w latach 1944–1961, Minister spraw zagranicznych w latach 1945–1961, wiceprezydent na rok 1949, prezydent Konfederacji w 1950, 1955 i 1960 roku.
Autor wielu prac z zakresu prawa międzynarodowego.